# Route nationale 13 (Vietnam)
Pour les articles homonymes, voir Route nationale 13.
La route nationale 13 (vietnamien : Quốc lộ 13, sigle QL.13) est une route nationale au Viêt Nam.

## Parcours
La route nationale 13 s'étend au sud du Vietnam, de la périphérie nord-est de Hô Chi Minh-Ville jusqu'à la frontière entre le Cambodge et le Viêt Nam. 
La route part de Binh Thanh  et  Thủ Đức à Hô Chi Minh-Ville et traverse les provinces de Bình Dương et la Bình Phước. 
L'autoroute traverse les localités de Thuận An, Thủ Dầu Một, Bến Cát, Chơn Thành, Đồng Phú, Bình Long et Lộc Ninh.
elle  finit au poste frontière de Hoa Lu de la  Bình Phước.